# Simmesport
Simmesport est une ville américaine située dans la Paroisse des Avoyelles dans l’État de la Louisiane. En 2010, sa population était de 2 161 habitants.

## Source de la traduction
- (en) Cet article est partiellement ou en totalité issu de l’article de Wikipédia en anglais intitulé « Simmesport, Louisiana » (voir la liste des auteurs).